# Austrochoreia
Austrochoreia is een geslacht van vliesvleugeligen uit de familie Encyrtidae. De wetenschappelijke naam van dit geslacht is voor het eerst geldig gepubliceerd in 1929 door Girault.

## Soorten
Het geslacht Austrochoreia omvat de volgende soorten:
- Austrochoreia antipodis Noyes, 1988
- Austrochoreia keatsi (Girault, 1928)
- Austrochoreia latiscutum Girault, 1929